# فرونتادوس
فرونتادوس (Βροντάδος) هي مدينة في هيوس في اليونان.
يبلغ عدد سكانها حوالي 4430 نسمة.